# 비아워비에자 숲
비아워비에자 숲(폴란드어: Puszcza Białowieska 푸슈차 비아워비에스카[*], 벨라루스어: Белавежская пушча 벨라베시스카야 푸시차)은 폴란드와 벨라루스의 국경에 걸쳐있는 원시림이다. 유럽에 남은 마지막 원시림이며, 유럽들소가 서식하는 곳이기도 하다. 폴란드 부분은 비아워비에자 국립공원, 벨라루스 부분은 벨라베시스카야 푸시차 국립공원으로 운영되고 있다,

## 역사
이곳은 15세기 초 폴란드 왕 브와디스와프 2세가 사냥을 한 뒤, 폴란드 군주들의 수렵지로 이용되어 왔다. 한편 이곳에 서식하고 있던 동물들은 밀렵의 영향으로 수가 감소되었고 일부 종들은 자취를 감췄다.
1919년에 이곳에서 마지막 유럽들소가 사냥당하고 야생에 서식했던 종은 멸종되었다. 그 후 동물원에서 사육되었던 종은 사람손에서 자라게 되었고, 숲에서 다시 그 모습을 보게 되었다.
1979년 폴란드 지역이 유네스코 세계유산에 등재되었고 1992년에는 벨라루스 지역이 추가로 등재되었다.

## 사진

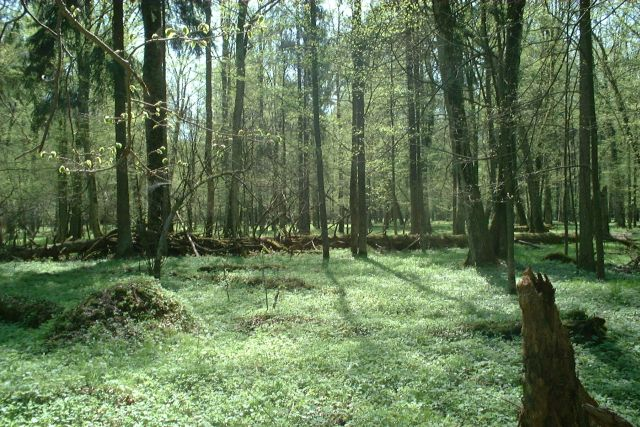
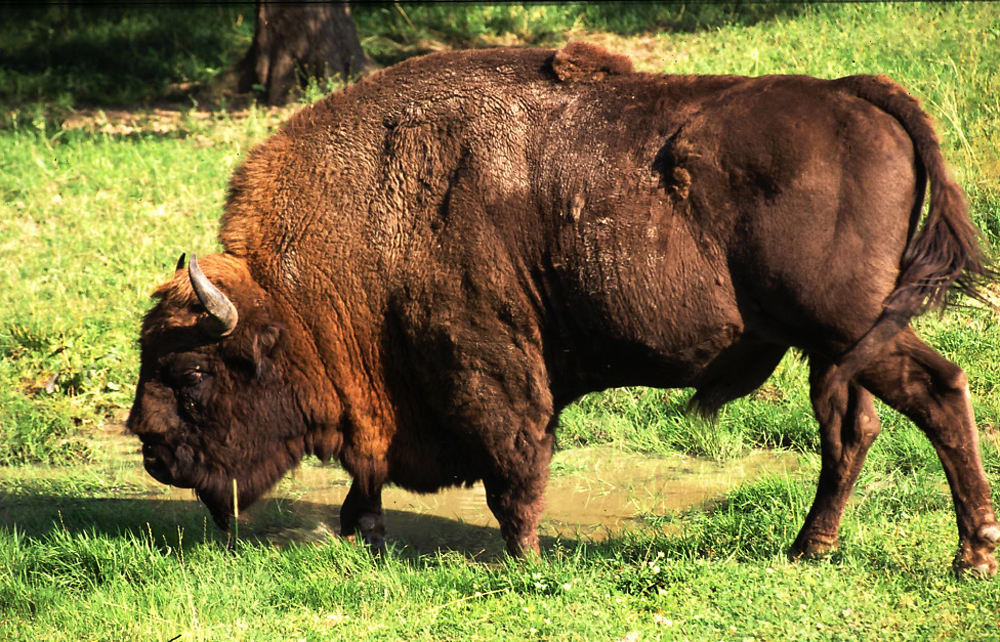
유럽들소
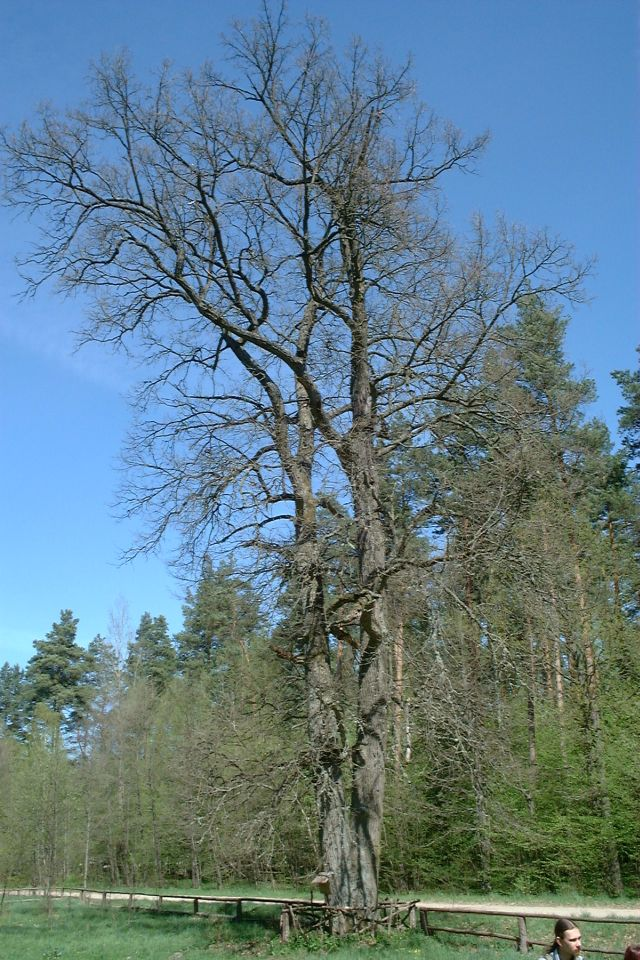
폴란드 비아워비에자 국립공원의 참나무

## 같이 보기
- 코미 원시림
- 폴란드의 세계유산